# Subsonische snelheid
Een subsonische snelheid is een snelheid die lager is dan die waarmee geluid zich voortplant in hetzelfde medium.
Als een voorwerp zich trager beweegt dan de geluidssnelheid, is het machgetal lager dan 1,0.
Het tegengestelde van subsonisch is supersonisch.